# Elimination (farmakologi)
Läkemedelselimination är den process där ett läkemedel bryts ned och/eller utsöndras. Elimination av läkemedel sker antingen genom exkretion via urin eller galla/avföring, eller genom metabolism. Delar av vissa läkemedel kan också avlängas genom svett och anestesigaser avlängsnas genom utandningsluften. 
Ett mått på elimination är clearance eller halveringstid (t½). Levern och njurarna är de två organ med absolut störts inverkan på elimination av läkemedel ur blodet. Detta förklarar varför äldre personer, unga barn/spädbarn och personer med njur- eller leversjukdom måste få justerade läkemedelsdoser för att undvika toxiska nivåer av läkemedel i blodet.
Ett läkemedels löslighet avgör på vilket sätt det elimineras. Läkemedel består av delar av lipid- och vattenlösliga ämen, därmed elimineras ett läkemedel dels via metabolism i levern, dels via njurarna.  

## Referenslista
1. 1 2  ”Ordlista - FASS Vårdpersonal”. www.fass.se. https://www.fass.se/LIF/wordlist;jsessionid=node0zr3n9oxayafc13s127ndq6n7520857.node0?userType=0&page=E. Läst 15 februari 2022.
2. 1 2   Illustrerad farmakologi (Upplaga 1:1). 2021. ISBN 978-91-44-13975-3. OCLC 1264450280. https://www.worldcat.org/oclc/1264450280. Läst 15 februari 2022